# スクールメイツ
スクールメイツ (School Mates) は、俳優やタレントを育成する「有限会社東京音楽学院」の選抜メンバーで構成する芸能グループである。2019年から株式会社Swan's Academyが運営する。NHKで別名「ヤングメイツ」として活動した。

## 概要
1962年に渡辺プロダクションの渡辺美佐が欧米研修から帰国して「本格的なジャズ・ポップスの合唱団をつくり後継者を育てたい」と提案した。1963年に東京音楽学院を開業し、優秀な生徒を集めて1964年に「スクールメイツ」を結成した
グループ命名は岡元義亮で、初代リーダーは岡田光弘が務めた。
作曲家の宮川泰・東海林修・森岡賢一郎・服部克久、振付師の西条満・土居甫らが講師を務めるなど充実したレッスン環境を整備した。
当初は地方からの入学希望者も多く、1960年代後半から1970年にかけて名古屋市、大阪市、福岡市、広島市などに東京音楽学院系列地方校が設けられ、多くのスターを輩出して1968年にNHK紅白歌合戦でバックダンサーを務めた。
ジャニーズ事務所や渡辺プロダクションの若手タレントとスクールメイツがともにレギュラー出演した『プラチナゴールデンショー』で、毎回番組の終わりに「あなたもフォーリーブスと共演しませんか」と生徒募集を字幕で告知し、最盛期の入学者は約400名に増えた。フォーリーブスの青山孝史は、ジャニーズ事務所へ移籍前はスクールメイツに在籍し「若いってすばらしい」のレコーディングメンバーでもあった。フォーリーブスが1974年に発表したアルバム『若者』に、スクールメイツの「恋のランナー」が収録されている。西条満やスクールメイツとの関わりはフォーリーブス再結成後も続いている。
1970年に大阪万博のオープニングイベントに参加し、渡辺美佐がプロデュースして「女子メンバーがテニスルックでポンポンを持って踊るスタイル」が確立した。このスタイルがやや遅れて日本で普及し出したチアリーディング競技やチアダンス競技でのチアリーダーのユニフォームデザインに影響を与えた。
1977年開始のフジテレビ『ドリフ大爆笑』で、オープニングのバックダンスを担当した。1983年度のオープニングに出演したメンバーの娘が、2003年度の新オープニングに「現役のスクールメイツメンバー」として出演し、親子二代でザ・ドリフターズと共演した。
昭和末期から在籍者数が急減し、全国の系列校を閉鎖して東京のみ存続した。最盛期はNHK紅白歌合戦の合間にスクールメイツの演技披露コーナーが設けられたが、在籍者減少の直前に廃止された。
2001年に渡辺プロダクションから独立した。
2008年以降のメンバーが親子二代で活躍する様子が「ドリフ大爆笑・結成50周年記念DVD」の中で紹介されている。
2019年に横浜市都筑区の株式会社Swan's Academyが運営するダンススクールCYGNETへ移管された。

## 過去の振付・講師
- 西条満
- 土居甫
- 菊地ヒロユキ
- 渡辺美津子

## おもな出身タレント
- 湯原昌幸
- 布施明
- 森本英世 (新田洋、大竜二)
- 森進一
- 青山孝 (青山孝史)（フォーリーブス）
- 海老沢雄一
- じゅん&ネネ
- 山室（現・白鳥）英美子
- 高岡建治 (高岡健二)
- 市地洋子
- 平山三紀
- 鶴間エリ
- ザ・シュークリーム
  - ホーン・ユキ
  - 清水クーコ
  - 北原由紀
  - 甲山暁美
- ハイ・スパンキー
- 野口五郎
- キャンディーズ
  - 伊藤蘭
  - 田中好子
  - 藤村美樹
- 笑福亭笑瓶
- 水島裕
- 髙橋真梨子
- 麻生よう子
- あいざき進也
- 太田裕美
- ザ・リリーズ
- 三木聖子
- トライアングル
- 五十嵐夕紀
- 石川ひとみ
- さこみちよ
- 川島なお美
- 大滝裕子
- 阿南健治
- コニー （ザ・ヴィーナス）
- 北和美
- キャプテン
- 吉川晃司
- 森口博子
- 桝川謙治
- 阿部美穂子
- 臼井静
- あべこ（胡喋蘭）
- 佐波優子
- 鈴木ヒロ美

## 過去の主要メンバー
2000年から2007年
- 鈴木ヒロ美（リーダー）
- 中橋清香
- 竹谷美希
- 嶋田晃子

2008年以降
- 和田まな（リーダー）
- 灰原ジェニー
- 二本松美希
- 渡邊奈々穂
- 臼坂麻由
- 奥野真麻
- 渡辺桃香
- 佐藤鮎美
- 山口わか菜

2019年以降
- mayu
- kei

## おもな出演番組
- NHK紅白歌合戦（NHK総合）
- レッツゴーヤング（NHK総合）
- 思い出のメロディー（NHK総合）
- NHK歌謡コンサート（NHK総合）
- ステージ101（NHK総合）
- 夜のヒットスタジオ（フジテレビ）
- ドリフ大爆笑（フジテレビ）
- FNS歌謡祭（フジテレビ）
- ビッグベストテン（フジテレビ）
- クイズドレミファドン（フジテレビ）
- 新春スターかくし芸大会（フジテレビ）
- オールスター水泳大会（フジテレビ）
- オレたちひょうきん族（フジテレビ）
- 志村けんのだいじょうぶだぁ（フジテレビ）
- ダウンタウンのごっつええ感じ（フジテレビ）
- ウッチャンナンチャンの誰かがやらねば!（フジテレビ）
- HEY!HEY!HEY!（フジテレビ）
- SMAP×SMAP（フジテレビ）
- めちゃ×2イケてるッ!（フジテレビ）
- とんねるずのみなさんのおかげでした（フジテレビ）
- 明石家マンション物語（フジテレビ）
- 爆笑そっくりものまね紅白歌合戦スペシャル（フジテレビ）
- マッハブイロク（フジテレビ）
- ワンナイR&R（フジテレビ）
- ザ・ベストテン（TBS）
- NTV紅白歌のベストテン (日本テレビ)
- ベスト30歌謡曲（テレビ朝日）
- アイドル共和国（テレビ朝日）
- 郷ひろみの宴ターテイメント（テレビ朝日）

2010年以降
- レッツゴーヤングコンサート2012（NHK BSプレミアム、2012年11月23日）
- とんねるずのみなさんのおかげです（フジテレビ、2013年12月19日放送）
- 藤井隆の胸キュン!アイドル天国（歌謡ポップスチャンネル、2013年 - 2014年）※レギュラー出演
- Rの法則（NHK Eテレ、2016年）
- マツコ&有吉の怒り新党（テレビ朝日、2016年）[6]

2019年以降
- アイドルだよ！全員集合！（BS日テレ、2019年10月25日）
- キングオブコントの会（TBS、2021年）
- ラブソングだよ！全員集合！（BS日テレ、2022年）
- パク・ジュニョンPV・TV収録、ライブコンサート、他（2023年）
- 3人の歌仲間（BS日テレ、2023年）

## ディスコグラフィ

### シングル
- 若いってすばらしい　c/w　恋のジェンカ　（1967年3月、キングレコード）
- 恋の歓び　c/w オレンジの木の下で　（1967年9月、ビクターレコード）
- 愛する時に世界はまわる　c/w　幸せをありがとう （1971年1月、ワーナー・パイオニア）
- 虹と雪のバラード　c/w　僕らの次元 （1971年8月、ワーナー・パイオニア）
- 愛するハーモニー（英語版）　c/w　夜明けの海へ （1972年4月、テイチク）

### アルバム
- 現代っ子を退屈させないリズム童謡（1968年、日本コロムビア）
- スクールメイツ＋ジミー竹内＝モンキーズ （1969年、RCAビクター） - 全曲モンキーズのナンバーを日本語でカバーしたアルバム。2002年、ウルトラ・ヴァイヴよりCD発売（槇みちる＋フォー・メイツ「若いってすばらしい」のシングル両面をボーナス・トラックとして収録。フォー・メイツはスクールメイツから選抜された男声コーラス・グループ）。
- エキスポ・メイツ・ショー （1970年、キングレコード） - 日本万国博の水上ステージで開催されたショーのサウンド・トラック・アルバム。下記のベストCDに内包され全曲CD化。
- ベスト・オブ・スクールメイツ～若いってすばらしい（2002年、ウルトラ・ヴァイヴ） - 上記のシングル全曲、「エキスポ・メイツ・ショー」全曲、『セイ!ヤング』（文化放送ほか）のテーマ（「夜明けが来る前に」）、「愛するハーモニー」のコカ・コーラCMバージョン、ほか未発表音源も収めた初のベストCD。ブックレットには貴重な写真を掲載したほか詳細な解説、年表つき。
- ザ・ドリフターズのドリフ大爆笑放送記念特別DVD、は新メンバー紹介や番組オリジナル振付の披露、イベントを収録。（2014年、発売：ポニーキャニオン）